# Chartjackers
Die Chartjackers waren ein britisches Musikprojekt aus dem Jahr 2009.

## Projekt
In dem vom BBC-Jugendprogramm Switch geförderten Projekt wurde vier Vloggern die Aufgabe gestellt, über einen YouTube-Channel mit Hilfe der Internet-Teilnehmer innerhalb von 10 Wochen eine Single komplett vom Schreiben des Songs, über das Auswählen der Musiker bis hin zur Fertigstellung der Aufnahme zu produzieren. Drei Monate nach dem Start am 12. September 2009 wurde die Single I’ve Got Nothing veröffentlicht. Das hoch gesteckte Ziel einer Nummer-1-Platzierung erreichten sie zwar nicht, die Chartjackers verkauften aber immerhin etwas mehr als 8000 Exemplare und kamen knapp unter die Top 40 der britischen Charts. Die Einnahmen aus dem Verkauf bei iTunes wurden für die Wohltätigkeitsorganisation Children in Need gespendet.

## Projektmitglieder
- Charlotte McDonnell
- Jonathan Haggart
- James Hill
- Alex Day

## Diskografie
Singles
- I’ve Got Nothing (2009)